# 祝砲

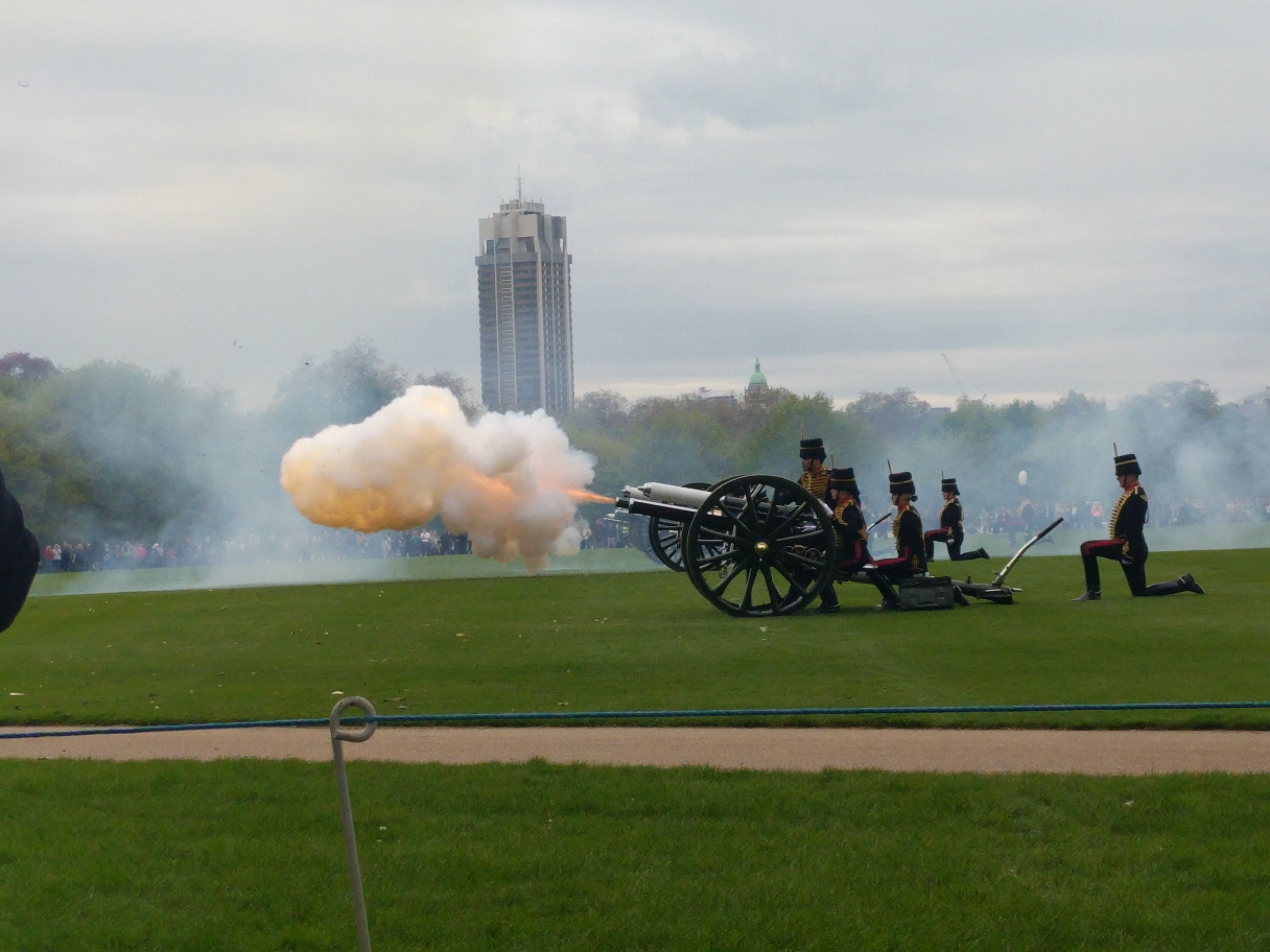
イギリス陸軍、王立騎馬砲兵による「ケンブリッジ公夫妻の第3子誕生」の祝砲の実施（2018年4月23日ロンドン、ハイドパーク）

祝砲（しゅくほう）は、祝意を表すため発する空砲。および発砲。

## 概要
起源は不明であるが、イギリス海軍が始めたとする説が有力。過去の大砲は砲口から砲弾を装填するため、艦砲の場合は発射後に砲を艦内に引き込まないと砲弾の再装填が不可能であり、再装填の作業自体にも一定の時間を要した。このため外国の港へ入港する際、敢えて射程範囲外にて全門とも空砲を発射してから入港することで、交戦する意志が無い（砲弾が装填されていない、物理的に再装填もできない）ことをアピールする儀式的な意味合いから発展したとされる。
空砲の発射の慣習は転じて、祝意を表すことを意味するようになり、弔意を表す空砲として弔砲の儀式でも行われるようになった。そして、海上ばかりではなく陸上における外交儀礼の場でも用いられるようになった（礼砲）。

## 発射数
最大限に相手への祝意を表す数として21発が定められており、大抵の場合はそれを上回ることはない。
近年における21発以上の発射例として、カナダ軍は2012年に、エリザベス2世の女王即位60周年を記念し、60発の礼砲発射を実施している。また、翌2013年6月3日、エリザベス2世の戴冠60周年を祝うため、国防義勇軍がロンドン塔より62発の祝砲を打ち上げている。
2012年、スウェーデン王室でエステル王女（王位継承権第2位）が誕生した際には、21発の祝砲が2回撃たれている。
ベルギー王室では、男子誕生で101発、女子誕生51発の祝砲を上げ、国民にどちらが生まれたかを伝える。
昭和天皇誕生時には、桜田門内から陸軍砲兵隊が101発、品川沖の満艦飾で飾られた海軍軍艦が21発の皇礼砲を打ち上げた。
イギリス王室では、王位継承者の誕生時にロンドン塔で10分間に62回祝砲が打ち上げられる。ハイドパークでは、王立騎馬砲兵・国王中隊が41発の祝砲を打ち上げる。

## 日本国内での発射
2019年10月22日、第126代徳仁天皇陛下の即位礼正殿の儀において、安倍晋三内閣総理大臣の万歳三唱に合わせて21発の祝砲(礼砲)が撃たれた。

## 実弾による祝砲

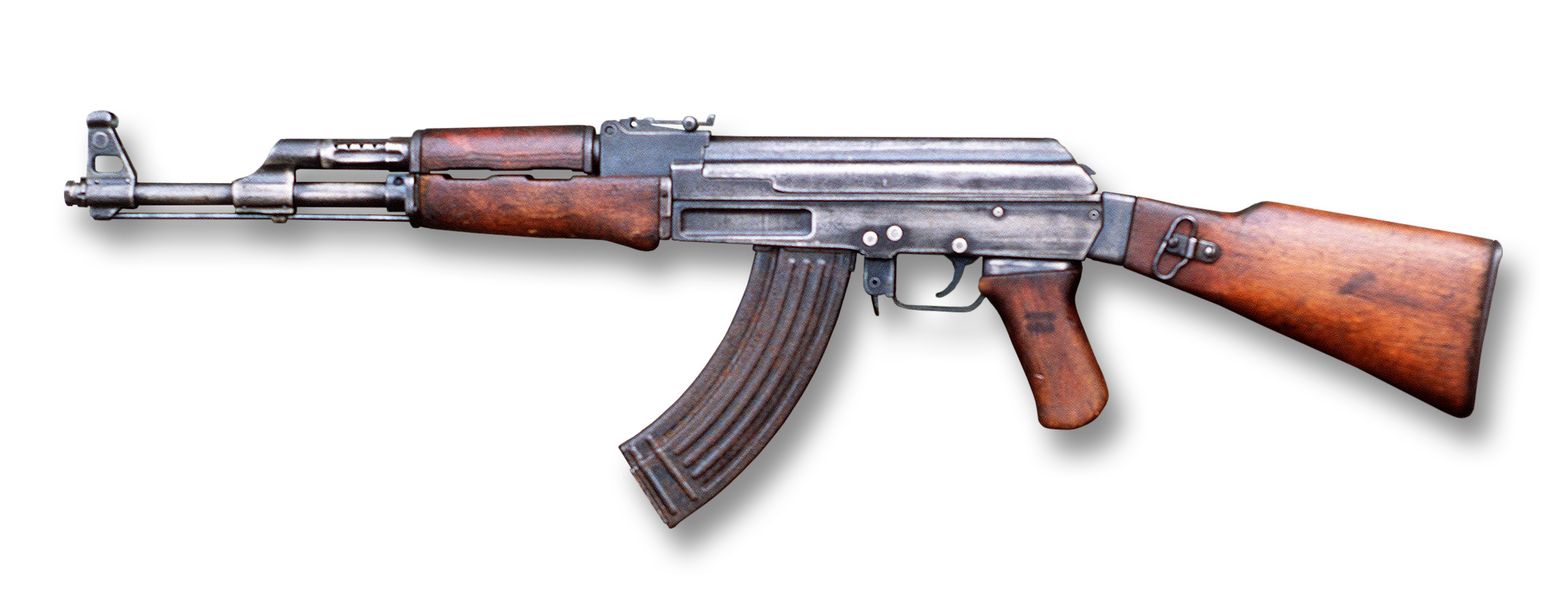
AK-47

20世紀以降になると中央アジア、西アジアの諸国で、祝賀行事の際に、AK-47などを空に向けて発砲する行為が見られるようになった。しかし、本来の儀式的な意味合いがないこと、実弾を用いていることから祝砲として定義するべきかは議論の余地があるが21世紀のイスラム世界では定着している。
実弾による祝砲は流れ弾になって落下するため事故も多く、2018年のインドの例では、結婚式の祝砲が実弾で、花婿にあたり死亡している。
アメリカでも、祝いの場で上空に向かって実弾を発射する行為が見られるようになっており、2019年には、新年を祝う大晦日での祝砲と見られる発砲により、61歳の女性が流れ弾に当たり死亡する事件が起こっている。

## その他
イギリスでは、毎年4月21日のエリザベス女王誕生日に祝砲を撃つことが恒例となっており、少なくとも即位後68年間続けられてきたが、2020年は新型コロナウイルスの感染拡大を受けて、女王自ら自粛を求めるよう指示した。